# A Note of Triumph: The Golden Age of Norman Corwin
A Note of Triumph: The Golden Age of Norman Corwin é um filme-documentário em curta-metragem estadunidense de 2005 dirigido e escrito por Eric Simonson. Venceu o Oscar de melhor documentário de curta-metragem na edição de 2006.